# Arquejat

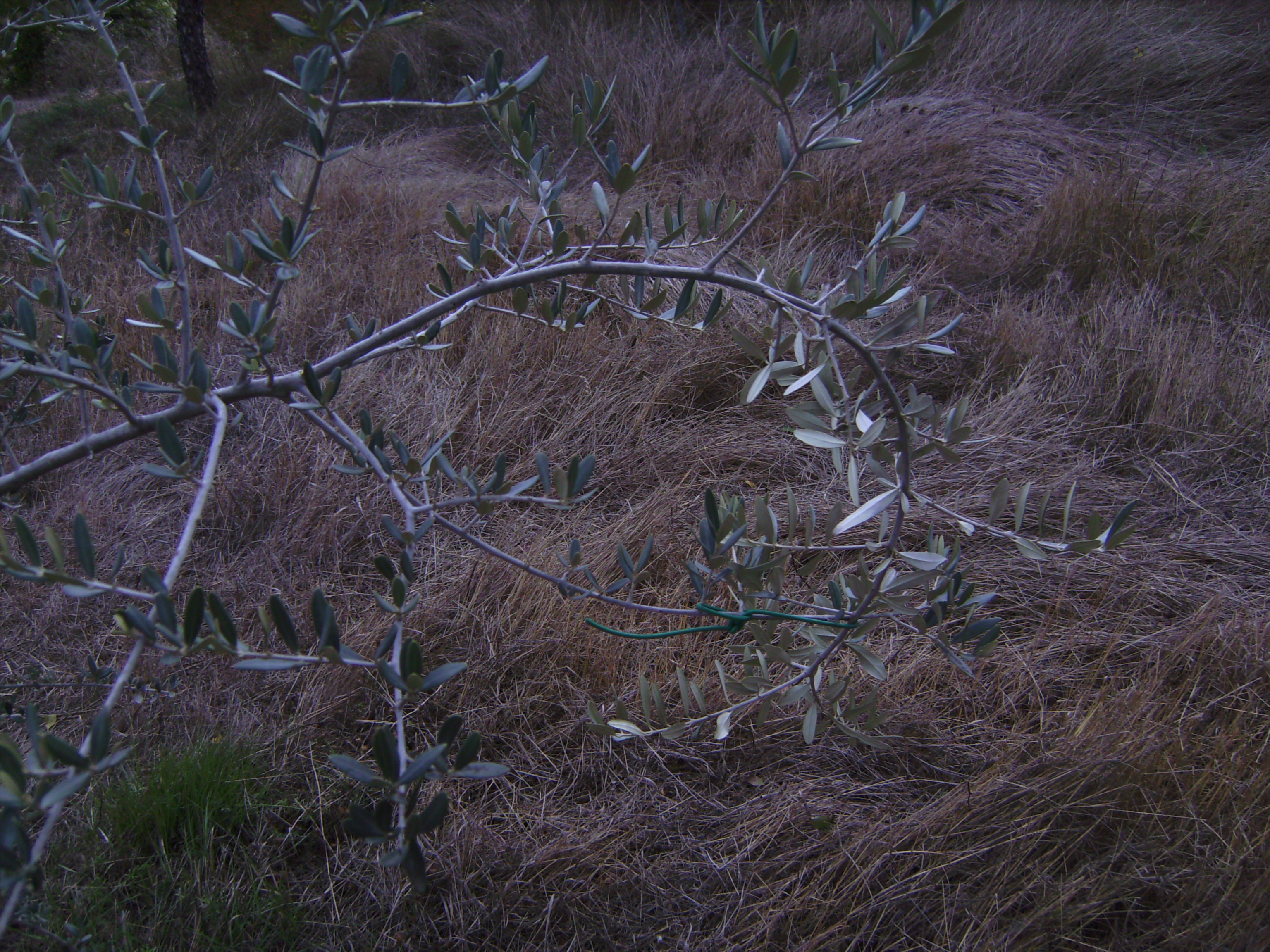
Vinclament d'una branca d'una olivera jove per promoure'n la floració

L'arquejat és una tècnica utilitzada en fructicultura arbòria que consisteix a corbar, amb l'ajut de lligadures les branques dels arbres fruiters per tal d'estimular la producció de fruits gràcies a una millor difusió de la saba cap als brots de fruits.
L'arquejament s'ha utilitzat des de fa molt temps. Es troben mencions a aquest procediment al segle xviii. Segons el fruticultor francès del segle xix francès Dubreuil: «l'arquejament imita el que es produeix naturalment en els arbres abandonats a ells mateixos»
Aquest procediment ha estat utilitzat com un complement a l'esporgada i per “aturar” els arbres massa vigorosos. Més tard aquesta tècnica s'ha abandonat però alguns arboricultors, com H. Lepage, l'han reactualitzat.

## Arquejament Lepage

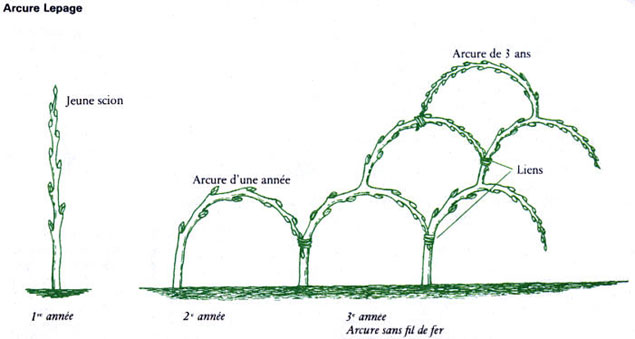
La tècnica d'arquejament Lepage durant els tres primers anys

La tècnica de l'arquejament Lepage va ser creada a la dècada de 1950.
Els joves plançons flexibles es planten, lleugerament inclinats, i espaiats 1,5 m al llarg d'una armadura feta de 3 filferros horitzontals espaiats 50 cm. A l'abril-maig, els plançons són arquejats lligant la punta de cadascun al plançó següent, a uns 40 cm d'altura. Durant l'estiu els esperons que apareguin també són arquejats i fixats, excepte un sol brot localitzat a l'últim terç del plançó, que serà deixat en vertical, crixerà amb vigor i al seu torn també serà arquejat l'any següent. Aquesta operació es repetirà de manera que es formi una tercera filera d'arcs.
Les úniques operacions d'esporga seran les destinades al rejoveniment. Aquesta forma és convenient a les pomeres i pereres de vigor moderat i als cirerers sobre un portaempelt debilitant.

## Mètode Bouché-Thomas
El mètode Bouché-Thomas (presentat a partir de 1945) està basat a inclinar les branques 30°, la conservació absoluta de la gemma terminal i l'enfranquissament. Els plançons es planten dos per dos obliquament. La distància de plantació és de 2 - 2,50 m.

## Cordó vertical Ferragutti
L'armadura de contra-espatllera està feta de pals espaiats 4 m sobre els quals s'estenen 6 filferros. S'arquegen totes les branques laterals, les que no es dirigeixen en el sentit de la filera es suprimeixen per pinçament en el moment que s'originen. El començament en el qual les plantes fructifiquen és molt ràpid quan el seu extrem desapareix es fa un nou arquejament dels brots de l'anterior per a substituir-lo.